# Liberal Party (Storbritannien)
Liberal Party, Storbritanniens socialliberala parti, var under 1800-talet och fram till 1920-talet ett av de två stora partierna i brittisk politik. Därefter var det det tredje största partiet fram till 1988, då det slogs ihop med Social Democratic Party till det som nu heter Liberaldemokraterna (Liberal Democrats).
En mindre grupp i det liberala partiet motsatte sig partisammanslagningen och bildade ett nytt parti som övertog namnet Liberal Party. Detta parti är en marginell företeelse i brittisk politik.

## Ursprung

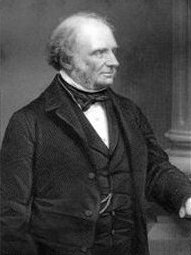
Lord John Russell

Det liberala partiet utvecklades ur Whigpartiet, som hade sitt ursprung i en aristokratisk grupp under kung Karl II:s regering. Whigs förespråkade en minskning av monarkens makt och ett stärkande av parlamentets. Trots att deras motiv ursprungligen var att vinna mer makt åt sin egen grupp kom de mer idealistiska av dem så småningom att förespråka en utökning av demokratin för dess egen skull. De stora personligheterna i den reformistiska delen av Whigs var Charles James Fox (död 1806) och hans lärjunge och efterträdare Earl Grey. Efter årtionden i opposition kom whigs till makten under Grey 1830 och genomförde reformakten 1832.
Reformakten var whig-rörelsens klimax, men ledde också till slutet för whigs. När medelklassen fick rösträtt och valbarhet till underhuset utvecklades en medelklassliberalism som blev slutet för den aristokratiska whigliberalismen, även om reformistiska aristokrater länge innehade höga poster i partiet. Efter att Grey dragit sig tillbaka leddes partiet först av Lord Melbourne, en ganska traditionell whig, och sedan av Lord John Russell, son till en hertig men engagerad radikal, och Lord Palmerston, en avfällig irländsk tory och i huvudsak konservativt sinnad, men beredd till radikala åtgärder.
Redan 1839 antog Russell namnet Liberal Party, men egentligen var partiet en löst sammanhållen koalition av whigs i överhuset och radikaler i underhuset. De ledande radikalerna var John Bright och Richard Cobden, som representerade fabriksstäderna som hade fått representation genom reformakten. De förespråkade sociala reformer, personlig frihet, en minskning av monarkens och statskyrkans makt, undvikande av krig och utländska allianser, och framför allt frihandel. Under ett århundrade var frihandelsfrågan det enda som enade alla liberaler.
1841 förlorade liberalerna regeringsmakten till de konservativa under Sir Robert Peel, men tiden i opposition var kort, eftersom de konservativa var splittrade i frågan om avskaffande av spannmålslagarna (Corn Laws), en frihandelsfråga, och en falang som kallades peeliter (men inte Peel själv, som dog strax efteråt), gick över till liberalerna. Detta möjliggjorde att regeringar ledda av Russell, Palmerston och peeliten Lord Aberdeen hade makten under större delen av 1850-talet och 1860-talet. Den ledande peeliten var William Ewart Gladstone, som var en engagerad reformistisk finansminister (Chancellor of the Exchequer) i de flesta av dessa regeringar. Det formella grundandet av det liberala partiet brukar dateras till 1859, då Palmerston bildade sin andra regering.
Koalitionen av whigs och radikaler kunde dock inte bli ett modernt politiskt parti så länge det var dominerat av aristokrater, och det var inte förrän Russell och Palmerston hade försvunnit (Palmerston dog 1865 och Russell drog sig tillbaka 1868), som Gladstone blev den förste ledaren för det moderna liberala partiet.
Efter en kort period med konservativt styre, under vilken den andra reformakten genomfördes i samförstånd mellan partierna, vann Gladstone en stor seger i valet 1868 och bildade regering. 1877 bildades National Liberal Federation, och partiet blev då en landsomfattande medlemsorganisation.

## Gladstone-eran

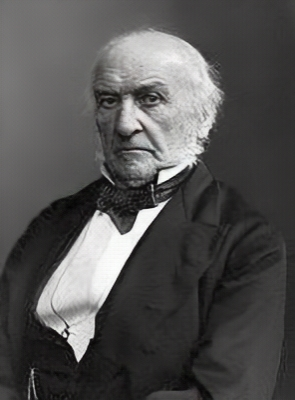
William Gladstone

Under de följande trettio åren var Gladstone synonym med brittisk liberalism. Gladstone var premiärminister fyra gånger och hans retorik dominerade brittisk politik även när han inte var i regeringsställning. Hans rivalitet med den konservative partiledaren Benjamin Disraeli blev legendarisk. Gladstone var en högkyrklig anglikan och umgicks gärna med aristokrater, men han blev mer och mer radikal med åren. Drottning Viktoria, som först hade sympatiserat med whigs, blev tory i reaktion mot Gladstones moraliserande liberalism.
Som premiärminister åstadkom Gladstone flera viktiga reformer. Han reformerade utbildningssystemet och jordlagstiftningen (särskilt på Irland, där han åstadkom ett slut på århundraden av förtryck från jordägare), avskaffade den protestantiska Church of Irelands ställning som statskyrka på Irland, införde demokrati i lokalpolitiken, avskaffade patronage i förvaltningen och armén, och drev igenom den tredje reformakten 1884 som utökade demokratin kraftigt genom att nästan alla vuxna män fick rösträtt. I utrikespolitiken var Gladstone antiimperialist och försökte undvika inblandning i andra länder, men han hade svårt att stå emot den imperialistiska ideologin i det viktorianska Storbritannien.
1874 besegrades Gladstone av de konservativas Disraeli, främst på grund av en kraftig recession. Han avgick som ledare och efterträddes av lord Hartington, men ändrade sig snart och återvände till politiken. Han upprördes av Disraelis stöd för osmanska imperiet i utrikespolitiken och genomförde 1880 den första stora valkampanjen i Storbritannien. Liberalerna vann en storseger och Gladstone återkom som premiärminister.
Den tredje reformakten utökade rösträtten till den stora massan av Irlands befolkning, vilket ledde till en förstärkning av det irländska nationalistpartiet i parlamentet. Under ledning av Charles Stewart Parnell blev detta parti vågmästare 1885 och krävde home rule (självstyre) för Irland för att ge stöd åt Gladstones regering. Gladstone stödde personligen home rule, men en stark liberalunionistisk falang ledd av Joseph Chamberlain och den siste store whig-politikern, Hartington, var bittra motståndare.
Home rule-frågan ledde till att partiet delades, då liberalunionisterna bröt sig ur. Liberalerna förlorade valet 1886, då den konservative lord Salisbury tog makten. En svag regering ledd av Gladstone bildades 1892, men var även den beroende av stöd från irländarna och splittrades av home rule-frågan. Gladstone drog sig tillbaka 1894 och efterträddes av Lord Rosebery. Partiet led ett svårt nederlag i valet 1895. Gladstone hade dominerat partiet så länge att det hade svårt att klara sig utan honom.

## Liberalernas zenit

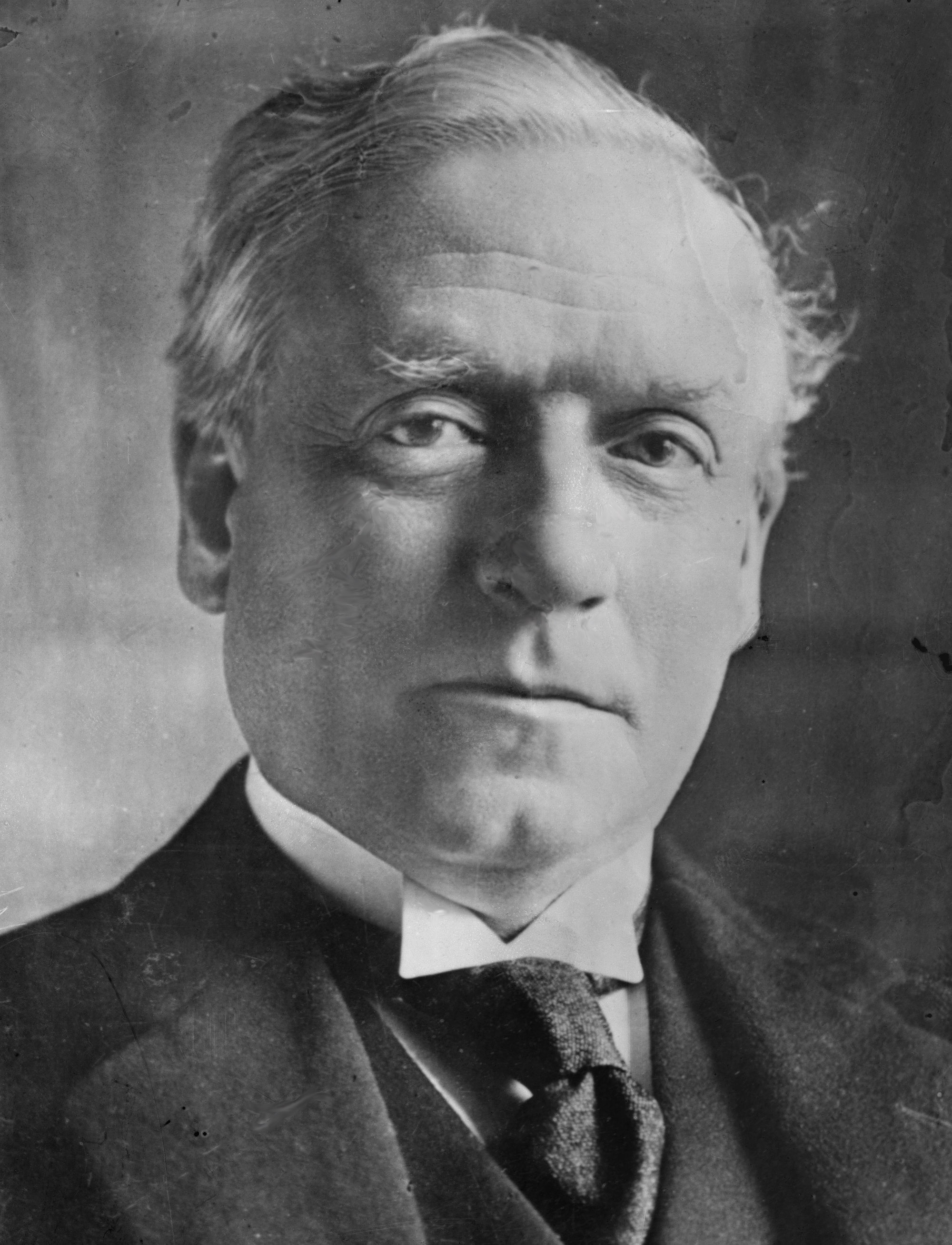
Herbert Henry Asquith

Liberalerna var i opposition i ett årtionde, medan Salisburys och Chamberlains koalition av konservativa och liberalunionister var vid makten under den brittiska imperialismens stora stund. Liberalerna, med partiledaren Henry Campbell-Bannerman, motsatte sig andra boerkriget 1900 och gav då Salisbury en storseger i valet. Sedan Salisbury avgått 1902 retirerade de konservativa och splittrades sedan på grund av frihandelsfrågan. I valet 1906 vann så liberalerna sin största valseger någonsin och Campbell-Bannerman blev premiärminister. Denne avgick 1908 på grund av sviktande hälsa och efterträddes av Herbert Henry Asquith, till dess finansminister. Asquith radikaliserade regeringens politik. Regeringen drev igenom många sociala reformer, såsom reglerad arbetstid och socialförsäkringar, samt, efter stora stridigheter, reform av överhuset. Från 1910 var liberalerna åter beroende av stöd från de irländska nationalisterna, och Asquith lade ett nytt förslag om home rule 1912. Överhuset kunde nu inte längre blockera lagen, och för att stoppa införandet av home rule satte unionisterna igång en kampanj som innefattade hot om våldsamt uppror i norra Irland. De irländska unionisterna hade stöd av de konservativa, som leddes av Andrew Bonar Law, själv med anknytning till Ulster. Krisen bestod fram till krigsutbrottet 1914.
Första världskriget innebar nya påfrestningar för det liberala partiet, där många medlemmar var pacifistiskt sinnade, och flera ministrar avgick. Asquith bildade en koalitionsregering med de konservativa 1915. Koalitionen föll ihop 1916, då de konservativa inte ville stödja Asquith och i stället stödde David Lloyd George, som blev premiärminister i en ny koalition som innehöll fler konservativa ministrar. Liberalerna splittrades mellan Lloyd Georges och Asquiths anhängare.

## Tillbakagång

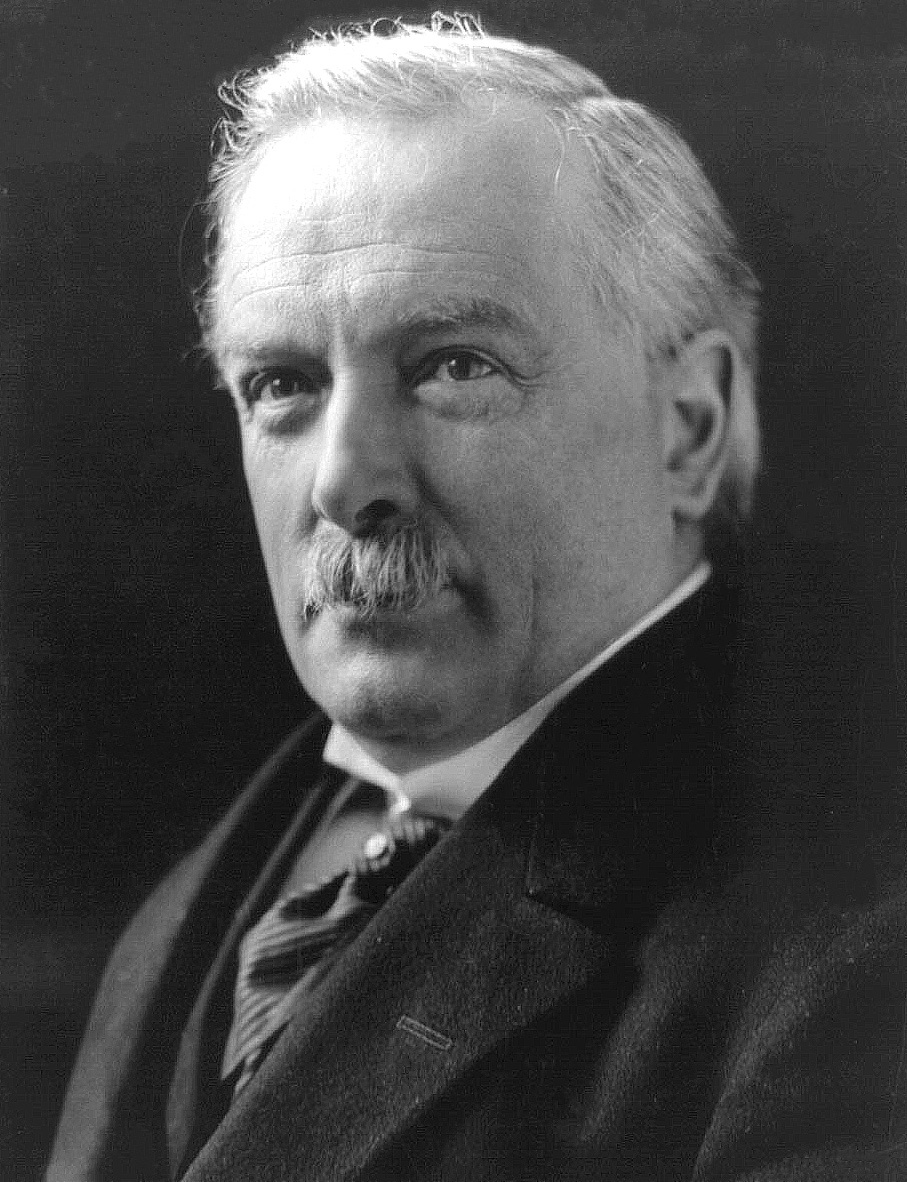
David Lloyd George

I valet 1918 vann Lloyd George, "mannen som vann kriget", över Asquith-liberalerna och det framväxande Labourpartiet. Han bildade en ny koalitionsregering, men tvingades avgå 1922 då han förlorade stöd av konservativa parlamentsledamöter. De konservativa återkom till makten. I valen 1922 och 1923 fick liberalerna knappt en tredjedel av rösterna och en fjärdedel av mandaten i underhuset, då många radikala väljare gick över till Labour. 1922 blev Labour största oppositionsparti. De två delarna av det liberala partiet återförenades 1923, då den konservative premiärministern Stanley Baldwin utfäste sig att införa skyddstullar och liberalerna åter kunde enas om att försvara frihandeln. Under 1920-talet utkristalliserade sig det nya brittiska partisystemet, då liberalerna fortsatte att förlora röster till Labour, medan de som oroade sig för en Labourledd regering snarare vände sig till de konservativa än till liberalerna.
Asquith dog 1926 och Lloyd George återkom som partiledare. I valet 1929 gjorde partiet vissa framsteg, med ett ekonomiskt program som till stor del utformades av John Maynard Keynes. Framgångarna gjordes dock endast på de konservativas bekostnad, samtidigt som man förlorade mandat till Labour.
Liberalerna deltog i Ramsay MacDonalds nationella koalitionsregering, som dominerades av de konservativa, 1931 under den stora depressionen. Lloyd George deltog inte själv på grund av sjukdom. En ny splittring uppkom i valet 1931, då regeringen beslöt att gå till val som en koalition och söka mandat för att införa tullar. Lloyd George krävde då att partiet skulle lämna regeringen helt och försvara frihandeln, men bara några få liberala parlamentsledamöter och kandidater stödde honom. En grupp ledd av sir John Simon ville fortsätta att stödja regeringen, medan en tredje grupp under Herbert Samuel förordade att regeringspartierna skulle gå till val på olika plattformar. Liberalerna fortsatte att stödja regeringen, men bestod av två grupper, National Liberal Party, lett av Simon, och det officiella Liberal Party under Samuel. Båda grupperna fick ungefär 35 ledamöter var. De fortsatte som separata partier efter valet.
De officiella liberalerna var en liten frihandelsvänlig minoritet inom en protektionistisk regering. Detta blev så småningom ohållbart och liberalerna rörde sig gradvis till att bli ett oppositionsparti, vilket de blev fullt ut 1933. I valet 1935 fick de officiella liberalerna bara 17 mandat, plus Lloyd George och tre andra "oberoende liberaler". Grupperna återförenades efter valet. Ny partiledare blev Archibald Sinclair, sedan Samuel förlorat sin plats i valet. Sinclairs viktigaste profilfråga blev motstånd mot den växande fascismen i Europa.
Liberalerna gick 1940 med i Winston Churchills krigsregering och Sinclair fick en ministerpost, men ingick inte i krigskabinettet. I valet 1945 förlorade Sinclair och många andra liberaler sina platser. År 1951 fanns bara sex liberaler i underhuset, 1957 bara fem.

## Återkomst
Under 1950- och 1960-talen fanns liberalerna kvar i underhuset endast genom att några lantliga valkretsar i Skottland och Wales förblev trogna partiet och att man överenskommit med de konservativa att dela valkretsarna i de engelska städerna Bolton och Huddersfield mellan sig. Jo Grimond, som blev partiledare 1956, representerade den perifera valkretsen Orkney och Shetland. Under Grimonds ledarskap började partiet växa igen, och vann i ett fyllnadsval i Orpington 1962 sitt första mandat i en Londonförort sedan 1935. Liberalerna var det första av de större brittiska partierna som förordade medlemskap i Europeiska ekonomiska gemenskapen. Grimond försökte också appellera till studenter och intellektuella och positionera partiet som ett radikalt icke-socialistiskt alternativ till den dåvarande konservativa regeringen.
Under Grimond och hans efterträdare Jeremy Thorpe återtog liberalerna sin ställning som en seriös tredje kraft i brittisk politik. De fick upp till 20% av rösterna men på grund av valsystemet aldrig mer än fjorton mandat i underhuset. Ett annat problem var den växande konkurrensen från nationalistpartierna i Skottland och Wales, Scottish National Party och Plaid Cymru.
I valet i februari 1974 förlorade Edward Heaths konservativa regering sin absoluta majoritet i underhuset och liberalerna blev vågmästare. Heath erbjöd Thorpe posten som inrikesminister om liberalerna gick med på att bilda en koalition. Thorpe var personligen för detta, men partiet krävde ett klart löfte om att införa proportionella val och en ny premiärminister. Dessa krav satte stopp för det tänkta samarbetet och en minoritetsregering under Labour bildades istället. I valet i oktober samma år gick liberalerna tillbaka något och Labour fick med knapp marginal egen majoritet. Thorpe tvingades senare avgå på grund av en skandal. Partiets nya ledare, David Steel bildade en pakt med premiärminister James Callaghan, där liberalerna skulle stödja regeringen i viktiga omröstningar i utbyte mot ett visst inflytande över politiken. Pakten varade från 1977-1978 men åstadkom inte mycket, då liberalernas huvudkrav, proportionella val, var oacceptabelt för de flesta Labourledamöterna, och personkonflikter förekom mellan liberala politiker och ministrar.
När Labourregeringen föll i valet 1979 och efterträddes av Margaret Thatchers konservativa regering försvann liberalerna åter ut i marginalen. När flera ledande Labourpolitiker, bland dem Roy Jenkins, David Owen och Shirley Williams, 1981 bröt sig ur och bildade Social Democratic Party uppenbarade sig en ny möjlighet för liberalerna, som bildade en allians med det nya partiet. Alliansen utkämpade tillsammans valkampanjerna 1983 och 1987. Ett tag såg det ut som om alliansen skulle ta över Labours plats som största oppositionsparti, men även om man i båda valen fick över 20% av rösterna gjorde man inget stort genombrott i mandat räknat.
1988 beslöt de två partierna att förenas till ett, som nu heter Liberal Democrats. Detta parti ses av många som en fortsättning på det gamla liberala partiet. En liten grupp liberaler, däribland Michael Meadowcroft, tidigare parlamentsledamot för Leeds South West, bildade ett nytt parti med namnet Liberal Party, som själva anser sig vara detsamma som det gamla Liberal Party. Detta parti har några få valda representanter på kommunal nivå men har aldrig varit i närheten av att vinna något parlamentsmandat.

## Liberala ledare 1859-1988
Liberalernas ledare i överhuset 1859-1916
- Granville George Leveson-Gower, 2:e earl Granville 1859-1865
- John Russell, 1:e earl Russell 1865-1868
- Granville George Leveson-Gower, 2:e earl Granville 1868-1891
- John Wodehouse, 1:e earl av Kimberley 1891-1894
- Archibald Primrose, 5:e earl av Rosebery 1894-1896
- John Wodehouse, 1:e earl av Kimberley 1896-1902
- George Robinson, 1:e markis av Ripon 1902-1908
- Robert Crewe-Milnes, 1:e markis av Crewe 1908-1916

Liberalernas ledare i underhuset 1859-1916
- Lord Palmerston 1859-1865
- William Ewart Gladstone 1865-1875
- Spencer Compton Cavendish, markis av Hartington 1875-1880
- William Ewart Gladstone 1880-1894
- William Vernon Harcourt 1894-1899
- Sir Henry Campbell-Bannerman 1899-1908
- Herbert Henry Asquith1908-1916

Partiledare för Liberal Party, 1916-1988
- Herbert Henry Asquith, 1916-1926
  - Donald Maclean, tillförordnad 1919-1922
- David Lloyd George 1926-1931
- Sir Herbert Samuel 1931-1935
- Sir Archibald Sinclair 1935-1945
- Clement Davies 1945-1956
- Jo Grimond 1956-1967
- Jeremy Thorpe 1967-1976
- Jo Grimond 1976
- David Steel 1976-1988